# Pascual Serrano
Pascual Serrano Jiménez (Valencia, 1964) es un periodista y ensayista español conocido por ser muy crítico con los medios de comunicación como grandes grupos empresariales. Colabora con varios medios españoles y latinoamericanos abordando medios de comunicación y política internacional.

## Biografía
Se licenció en periodismo en 1993 en la Universidad Complutense de Madrid. Comenzó su carrera periodística en ABC. Posteriormente fue uno de los fundadores y redactor jefe de Voces, una revista editada por Izquierda Unida, desaparecida en la actualidad. En 1996 fue uno de los fundadores de Rebelión, sitio web y medio alternativo de información ligado a los movimientos de izquierda radical. Durante 2006 y 2007 fue asesor editorial de Telesur, canal televisivo creado por el gobierno venezolano en julio de 2005. En la actualidad es miembro del consejo de redacción de las revistas Mundo Obrero, El Otro País y Pueblos, donde también colabora. También colabora en el diario Público, el quincenal Diagonal y el mensual Le Monde diplomatique.
En febrero de 2010, la UPeC (Unión de Periodistas de Cuba) le otorgó la distinción Félix Elmuza ―establecida por el Consejo de Estado de la República de Cuba en honor a Félix Elmuza (periodista cubano integrante del Granma asesinado por la dictadura batistiana)―.
Su libro Desinformación, cómo los medios ocultan el mundo recibió una mención honorífica del Premio Libertador 2009, otorgado por el Ministerio de Cultura de Venezuela. Dirige la colección de libros A Fondo, sobre temas de actualidad, en la editorial Akal. A finales de 2015 se incorporó al Consejo de Redacción de la revista satírica española El Jueves, en la que estuvo hasta diciembre de 2019. Actualmente colabora como experto en el programa La aventura del saber, de RTVE2, y como columnista semanal en la agencia Sputnik hasta marzo de 2022. 
En 2019 recibió el Premio de Periodismo de Derechos Humanos que anualmente concede la Asociación ProDerechos Humanos de España (APDHE)

## Polémicas
En 2009, Le Monde diplomatique denunció el rechazo por parte del diario El País a publicar un anuncio que hasta entonces contrataban cada mes. Según Le Monde diplomatique, el rechazo se debería a un artículo de Pascual Serrano titulado La crisis golpea 'El País' publicado en la edición de marzo de 2009.
En 2022, tras la Invasión rusa de Ucrania de 2022, se opuso al envío de armas a este país, promovido por muchos gobiernos occidentales. Lo expuso en su libro Prohibido dudar.

## Obras
- 2002 - Periodismo y crimen. El caso Venezuela 11-04-02, Hiru. Fuenterrabía (colaboración).
- 2003 - Washington contra el mundo. Foca. Madrid (colaboración).
- 2004 - Mirando a Venezuela. Hiru. Fuenterrabía (colaboración y compilación).
- 2006 - Perlas. Patrañas, disparates y trapacerías en los medios de comunicación. El Viejo Topo. Barcelona.
- 2006 - Juego sucio. José Martí. La Habana.
- 2006 - Violencia y medios de comunicación. Obtuvo el primer premio del IV Concurso Internacional de Ensayo "Pensar a contracorriente" (2007), convocado por el Instituto Cubano del Libro, el Ministerio de Cultura de Cuba y la Editorial Ciencias Sociales.[13]
- 2007 - Medios violentos. Palabras e imágenes para la guerra. En colaboración con Santiago Alba Rico. El Perro y la Rana. Caracas.
- 2007 - Perlas 2. Patrañas, disparates y trapacerías en los medios de comunicación. El Viejo Topo. Barcelona.
- 2008 - Medios violentos. Palabras e imágenes para el odio y la guerra. El Viejo Topo. Barcelona (versión ampliado del libro de 2007 escrito en colaboración con Alba Rico). Existen ediciones en Venezuela (Minci), Ecuador (Ciespal) y Cuba (José Martí).
- 2009 - Conjura contra Cuba. Editado por Cubainformación. Traducido y editado en Italia por la editorial Achab.
- 2009 - Desinformación. Cómo los medios ocultan el mundo. (Prólogo de Ignacio Ramonet). Editorial Península.
- 2010 - El periodismo es noticia. Tendencias sobre comunicación en el siglo XXI. Editorial Icaria.
- 2010 - Traficantes de información. La historia oculta de los grupos de comunicación españoles. Editorial Foca (Akal).
- 2011 - ¿El mejor de los mundos?. Un paseo crítico por lo que llaman 'democracia'. Editorial Icaria.
- 2011 - Contra la neutralidad. Tras los pasos de John Reed, Ryszard Kapuściński, Rodolfo Walsh, Edgar Snow y Robert Capa. Editorial Península
- 2012 - Periodismo canalla. Los medios contra la información. Editorial Icaria
- 2013 - La comunicación jibarizada. Cómo la tecnología ha cambiado nuestras mentes. Editorial Península
- 2014 - La culpa es de los libros. Escritos tras mis lecturas. Editorial Icaria
- 2014 - La prensa ha muerto: ¡viva la prensa! De cómo la crisis trae medios más libres. Editorial Península
- 2016 - Medios democráticos. Una revolución pendiente en la comunicación. Editorial Akal
- 2022 - Prohibido dudar. Las diez semanas en que Ucrania cambió el mundo. Editorial Akal